# Arcieparchia di Ivano-Frankivs'k

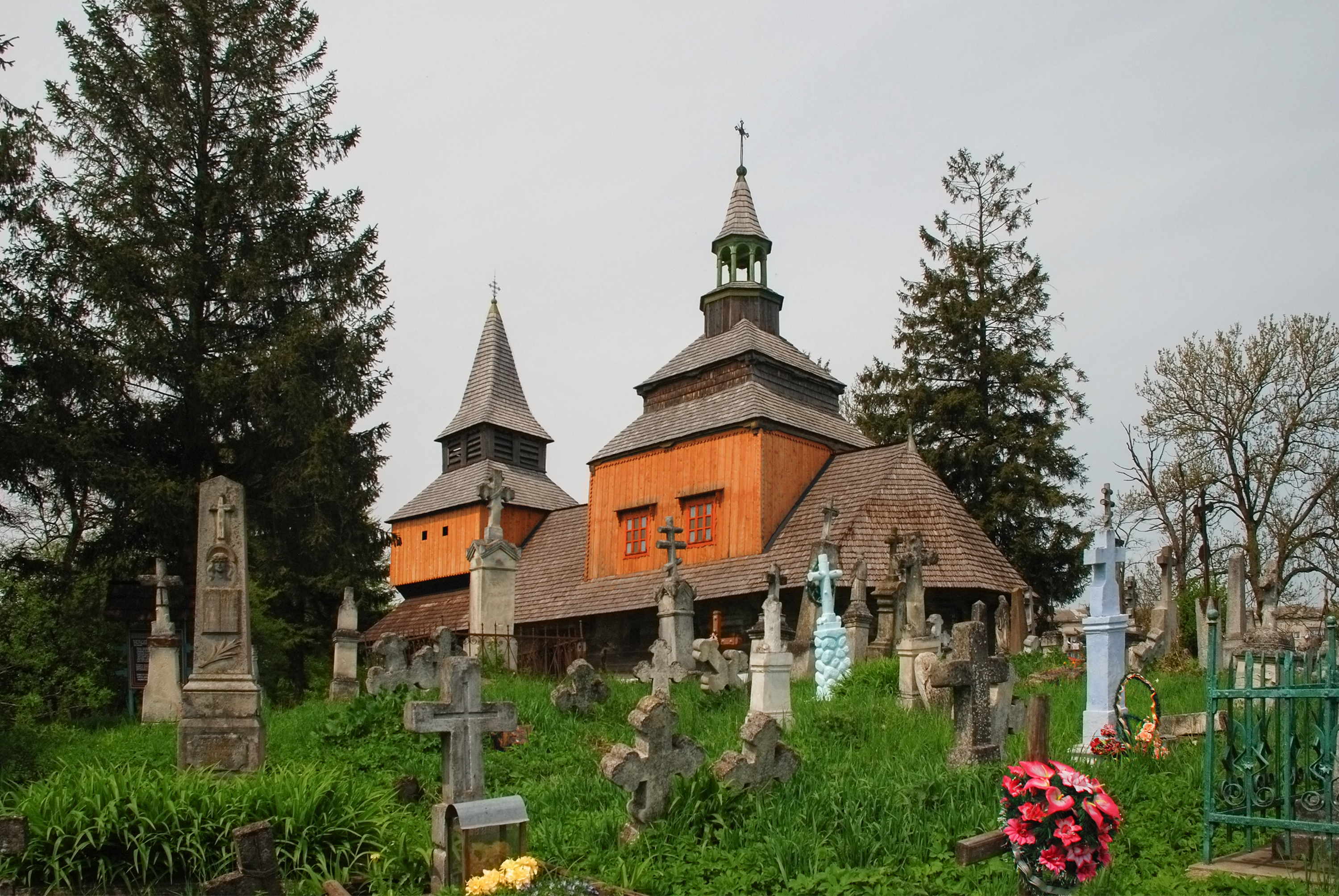
L'ex chiesa dello Spirito Santo di Rohatyn, riconosciuta dall'UNESCO tra i patrimoni dell'umanità.

L'arcieparchia di Ivano-Frankivs'k (in latino: Archieparchia Stanislaopolitana) è una sede metropolitana della Chiesa greco-cattolica ucraina. Nel 2021 contava 566.200 battezzati su 758.000 abitanti. È retta dall'arcieparca Volodymyr Vijtyšyn.

## Territorio
L'arcieparchia comprende la municipalità di Ivano-Frankivs'k e i distretti di Kaluš e di Ivano-Frankivs'k, nella parte settentrionale dell'oblast' di Ivano-Frankivs'k, in Ucraina.
Sede arcieparchiale è la città di Ivano-Frankivs'k, chiamata fino al 1962 Stanislaviv (da cui il nome latino dell'arcieparchia), dove si trova la cattedrale della Risurrezione del Nostro Salvatore. A Krylos si trova l'ex cattedrale della Dormizione della Beata Vergine Maria, che fu cattedrale dell'eparchia di Halyč e poi concattedrale dell'arcieparchia di Leopoli; tuttora l'arcivescovo maggiore della Chiesa ucraina porta l'antico titolo di Halyč assieme a quello di Kiev, pur non avendo giurisdizione sui fedeli della regione.
Il territorio si estende su 6.900 km² ed è suddiviso in 396 parrocchie, raggruppate in 20 decanati.

## Storia
L'eparchia di Stanislaviv fu eretta il 26 marzo 1885 con il breve De universo dominico di papa Leone XIII, ricavandone il territorio dall'arcieparchia di Leopoli.
Il seminario diocesano dedicato a san Giosafat fu eretto il 13 settembre 1893 e ristabilito il 1º agosto 1990.
Il 5 giugno 1930 cedette una porzione di territorio a vantaggio dell'erezione dell'eparchia di Maramureș (in Romania, oggi parte della Chiesa greco-cattolica rumena).
Nel 1939 il vescovo Hryhoryj Chomyšyn fu arrestato dalla polizia segreta sovietica. Fu nuovamente arrestato nell'aprile del 1945 e recluso nella prigione della polizia segreta a Kiev, dove morì il 17 gennaio 1947. Il vescovo ausiliare Symeon Lukač, consacrato clandestinamente, fu deportato nel gulag di Krasnojarsk, in Siberia, dove contrasse la tubercolosi. In conseguenza della malattia, morì il 22 agosto 1964.
Il 20 aprile 1993 cedette una porzione del suo territorio a vantaggio dell'erezione dell'eparchia di Kolomyja-Černivci (oggi eparchia di Kolomyja).
Il 27 giugno 2001 sono stati beatificati i vescovi Hryhoryj Chomyšyn, Ivan Slezjuk e Symeon Lukač.
Il 21 novembre 2011 l'eparchia è stata elevata al rango di arcieparchia metropolitana e, immutato il latino, ha assunto il nome ucraino e italiano attuale.

## Cronotassi dei vescovi
Si omettono i periodi di sede vacante non superiori ai 2 anni o non storicamente accertati.
- Julian Peleš † (27 marzo 1885 - 22 settembre 1891 nominato eparca di Przemyśl, Sambor e Sanok)
- Julian Sas-Kuilovskyj † (22 settembre 1891 - 19 giugno 1899 nominato arcieparca di Leopoli)
- Andrej Szeptycki, O.S.B.M. † (19 febbraio 1899 - 12 dicembre 1900 nominato arcieparca di Leopoli)
  - Sede vacante (1900-1904)
- Beato Hryhoryj Chomyšyn † (6 maggio 1904 - 17 gennaio 1947 deceduto)
- Beato Ivan Slezjuk † (17 gennaio 1947 succeduto - 2 dicembre 1973 deceduto)
  - Sede vacante (1973-1991)
- Sofron Dmyterko, O.S.B.M. † (16 gennaio 1991 confermato - 7 novembre 1997 ritirato)
- Sofron Stefan Wasyl Mudry, O.S.B.M. † (7 novembre 1997 succeduto - 2 giugno 2005 ritirato)
- Volodymyr Vijtyšyn, dal 2 giugno 2005

## Statistiche
L'arcieparchia nel 2021 su una popolazione di 758.000 persone contava 566.200 battezzati, corrispondenti al 74,7% del totale.
| anno | popolazione | popolazione | popolazione | presbiteri | presbiteri | presbiteri | presbiteri                | diaconi | religiosi | religiosi | parrocchie |
| anno | battezzati  | totale      | %           | numero     | secolari   | regolari   | battezzati per presbitero | diaconi | uomini    | donne     | parrocchie |
| ---- | ----------- | ----------- | ----------- | ---------- | ---------- | ---------- | ------------------------- | ------- | --------- | --------- | ---------- |
| 1943 | 1.000.000   | ?           | ?           | 495        | 495        |            | 2.020                     |         |           |           | 445        |
| 1999 | 615.024     | 920.000     | 66,9        | 339        | 321        | 18         | 1.814                     |         | 28        | 93        | 305        |
| 2000 | 365.200     | 829.500     | 44,0        | 348        | 329        | 19         | 1.049                     |         | 46        | 99        | 340        |
| 2001 | 613.385     | 827.500     | 74,1        | 368        | 348        | 20         | 1.666                     |         | 42        | 101       | 340        |
| 2002 | 612.212     | 825.817     | 74,1        | 390        | 366        | 24         | 1.569                     |         | 44        | 110       | 340        |
| 2003 | 610.633     | 801.926     | 76,1        | 399        | 376        | 23         | 1.530                     |         | 43        | 97        | 340        |
| 2004 | 609.098     | 799.879     | 76,1        | 392        | 376        | 16         | 1.553                     |         | 45        | 125       | 360        |
| 2006 | 607.169     | 795.747     | 76,3        | 444        | 417        | 27         | 1.367                     |         | 64        | 124       | 365        |
| 2009 | 603.918     | 792.272     | 76,2        | 451        | 419        | 32         | 1.339                     |         | 45        | 122       | 371        |
| 2013 | 603.808     | 782.375     | 77,2        | 499        | 468        | 31         | 1.210                     |         | 51        | 121       | 385        |
| 2016 | 574.853     | 765.121     | 75,1        | 402        | 365        | 37         | 1.429                     |         | 63        | 132       | 391        |
| 2019 | 566.900     | 757.130     | 74,9        | 427        | 388        | 39         | 1.327                     |         | 72        | 140       | 396        |
| 2021 | 566.200     | 758.000     | 74,7        | 461        | 424        | 37         | 1.228                     |         | 70        | 140       | 396        |